# Афанасій (Корчанов)
Афанасій (у житті Андрій Лазарович Корчанов; *1746, Лебедин — †14  грудня 1825, Пенза) — єпископ Російської православної церкви, єпископ Пензенський і Саратовський, віце-ректор Києво-Могилянської академії, ректор Чернігівської духовної семінарії.

## Біографія
Походив з дворянської сім'ї.
У 1777 році закінчив Києво-Могилянську академію. Залишений при ній учителем латинської граматики.
З 1 липня 1778 в Києво-Братському монастирі пострижений у чернецтво, 6 серпня — висвячений у сан ієродиякона. 6 листопада 1792 висвячений у сан ієромонаха.
Потім обіймав різні посади в семінаріях Чернігівській та Переяславській.
У 1792 році призначений префектом КМА.
З 1793 року — ігумен Козелецького монастиря.
З 1794 року — віце-ректор КМА
З 10 червня 1797 року — ігумен Києво-Видубицького монастиря.
У 1798 році возведений у сан архімандрита.
21 березня 1799 призначений ректором Чернігівської духовної семінарії та настоятелем Єлецького монастиря.
15 вересня 1811 хіротонізований на єпископа Пензенського і Саратовського.
Вважаючи неможливим обійтися штатним платнею і дбаючи про поліпшення матеріального становища пензенських єпископів в майбутньому, преосвященний Афанасій став застосовувати податок на ставлеників. Частина цього податку надходила на утримання співочих та осіб, які належали до архієрейської свити. Іншу частину він збирав на придбання архієрейського будинку на хуторі. Йому вдалося таким чином зібрати 3000 рублів сріблом. При уході на спокій всі зібрані гроші преосвященний Афанасій здав консисторії.
8 лютого 1819 по хворобі звільнений на спокій з перебуванням в Пензі.
Помер 14 грудня 1825 року. Похований у кафедральному соборі Пензи.